# 阿尔克拉巴塔耶
阿尔克拉巴塔耶（法語：Arques-la-Bataille，法語發音：[aʁk la bataj]）是法国滨海塞纳省的一个市镇，属于迪耶普区。

## 地理
阿尔克拉巴塔耶（49°52'51"N, 1°7'33"E）面积14.68 平方千米，位于法国诺曼底大区滨海塞纳省，该省份为法国北部沿海省份，其西部及北部濒大西洋英吉利海峡，东起顺时针与索姆省、瓦兹省、厄尔省和卡爾瓦多斯省接壤。
与阿尔克拉巴塔耶接壤的市镇（或旧市镇、城区）包括：圣尼古拉达列蒙、昂库尔、马蒂尼、马丹埃格利斯、鲁梅尼勒-布泰耶、圣欧班勒科夫、锡河畔圣欧班、阿尔克河畔图维尔。

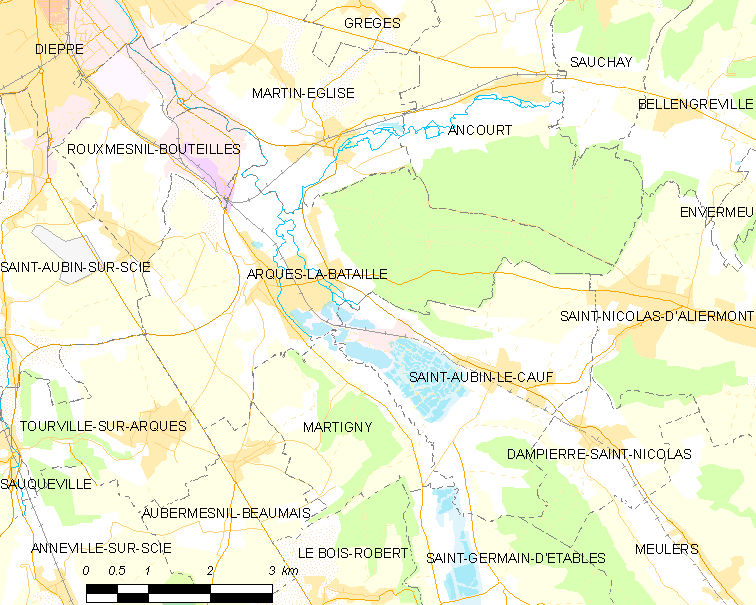
阿尔克拉巴塔耶的OSM定位图

阿尔克拉巴塔耶的时区为UTC+01:00、UTC+02:00（夏令时）。

## 行政
阿尔克拉巴塔耶的邮政编码为76880，INSEE市镇编码为76026。

## 政治
阿尔克拉巴塔耶所属的省级选区为迪耶普第二县。

## 人口

1962-2008年间阿尔克拉巴塔耶人口变化图示

阿尔克拉巴塔耶于2022年1月1日时的人口数量为2433人。